# 夢の中から
『夢の中から』（ゆめのなかから）は、1991年12月7日から1992年3月28日までフジテレビ系列局で放送されていたフジテレビ製作のトーク番組である。松下電器産業（現・パナソニック）の一社提供。放送時間は毎週土曜 23:30 - 翌0:00 （日本標準時）。全16回。

## 概要
前番組『夢で逢えたら』のスタッフの大半が『ダウンタウンのごっつええ感じ』の制作を担当または兼任となったためにスケジュールの確保が困難になり、『夢で逢えたら』の打ち切りが決まった。そのため、収録時間が短くても制作可能なトーク番組に衣替えした形で、次番組『夢がMORI MORI』立ち上げまでの穴埋めとして本番組が企画された。
『夢で逢えたら』から引き続きダウンタウンとウッチャンナンチャンがレギュラーを務めていた。4人のうちの1人が週替わりでホスト役とオープニングの一人語りを務める方式で、毎週ゲストを1人迎えてテーマに沿ったトークを展開した。エンディングでは、ホスト役がゲストに「友達になってくれませんか?」と尋ねるのが決まりだった。1992年3月28日放送の最終回はゲスト無しで、レギュラー4人によるトークで締め括られた。ダウンタウンとウッチャンナンチャンが共演する番組としても、木曜深夜時代の『夢で逢えたら』から3年半の歴史に幕を下ろした。
なお、『夢で逢えたら』と同様に本番組にも「OUT OF DREAM」という副題が付けられていたが、これが登場するのはオープニングアニメーションの中だけだった。

## 出演者
- 松本人志（ダウンタウン）
- 浜田雅功（ダウンタウン）
- 内村光良（ウッチャンナンチャン）
- 南原清隆（ウッチャンナンチャン）

## ゲスト
| #  | ゲスト     | 放送日         | 当番     | トークテーマ |
| -- | ---------- | -------------- | -------- | ------------ |
| 1  | 松下由樹   | 1991年12月7日  | 南原清隆 | 麦茶         |
| 2  | 田中律子   | 1991年12月14日 | 松本人志 | 子供         |
| 3  | 蓮舫       | 1991年12月21日 | 内村光良 | クリスマス   |
| 4  | 相楽晴子   | 1992年1月4日   | 浜田雅功 | カラオケ     |
| 5  | 関根潤三   | 1992年1月11日  | 南原清隆 | 野球         |
| 6  | 森川由加里 | 1992年1月18日  | 松本人志 | 東京         |
| 7  | 浅田美代子 | 1992年1月25日  | 内村光良 | TV           |
| 8  | 山田康雄   | 1992年2月1日   | 浜田雅功 | 初心         |
| 9  | 谷村有美   | 1992年2月8日   | 南原清隆 | 兄弟         |
| 10 | 原田芳雄   | 1992年2月15日  | 松本人志 | ケンカ       |
| 11 | 田代まさし | 1992年2月22日  | 内村光良 | 学校         |
| 12 | 高木希世子 | 1992年2月29日  | 浜田雅功 | お小遣い     |
| 13 | 仙道敦子   | 1992年3月7日   | 南原清隆 | ゴルフ       |
| 14 | 赤井英和   | 1992年3月14日  | 松本人志 | 怖いもの     |
| 15 | ヒロミ     | 1992年3月21日  | 内村光良 | フジテレビ   |
| 16 | -          | 1992年3月28日  | 浜田雅功 | -            |

## スタッフ
- 構成：廣岡豊、清水東、内村宏幸、中沢恵二
- プロデューサー：佐藤義和
- ディレクター：星野淳一郎、吉田正樹、小須田和彦、片岡飛鳥

| フジテレビ系列 土曜23:30枠                      | フジテレビ系列 土曜23:30枠                   | フジテレビ系列 土曜23:30枠                       |
| 前番組                                          | 番組名                                       | 次番組                                           |
| ----------------------------------------------- | -------------------------------------------- | ------------------------------------------------ |
| 夢で逢えたら （1989年4月15日 - 1991年11月30日） | 夢の中から （1991年12月7日 - 1992年3月28日） | 夢がMORI MORI （1992年4月18日 - 1995年10月14日） |